# Újlaki Miklós
Újlaki Miklós (Újlak, 1410 körül – ?, 1477), latinul: Nicolaus Dei Gratia Rex Bosniae, bosnyákul: Nikola Iločki, szerbül: Никола Илочки magyar-horvát főúr, macsói bán, erdélyi vajda, bosnyák király, az ország legnagyobb birtokosainak egyike. Nagyobb birtokai a Szerémségben, a Dunántúlon, a Felvidéken és Szlavóniában voltak. Dédapja, Kont Miklós 1356-tól 1367-ig az ország nádora volt. A boszniai székhelyén, Jajcán koronázták bosnyák királlyá, ahol királyi udvart is tartott.

## Élete
Újlaki László macsói bán fiaként született 1410 körül. Apjának összesen 5 törvényes és egy természetes fia volt. Bátyjának, Újlaki Istvánnak a halála (1430) után a teljes Újlaki-vagyon rá szállt.
1438-ban macsói bán lett, minek következtében az övé lett Bács, Baranya, Bodrog, Szerém, Tolna és Valkó megye örökös főispánsága is. Az Albert király 1439-ben bekövetkezett halála utáni kialakult helyzetben Újlaki Miklós először a csecsemő, későbbi V. László oldalára állt. Ezt László anyja, Luxemburgi Erzsébet királyné Újlaki fiának lovaggá üttetésével jutalmazta.
Újlaki azonban hamarosan I. Ulászló pártjára állt, ehhez az időszakhoz köthető Hunyadi Jánossal kötött szoros barátsága is. A bátaszéki győzelem után Ulászló mindkettejüket erdélyi vajdává és temesi ispánná léptette elő. Újlaki a vajdai tisztséget 1441–1458, majd 1459–1465 viselte, Hunyadi 1446 volt a társa, Bebek Imre 1447–1448, Rozgonyi János pedig 1450–1458.
Miután I. Ulászló az 1444-es várnai csatában elesett, 1445-ben az ország hét főkapitánya közé beválasztották őt is, aminek következtében jelentős hatalomra tett szert, s nagy mértékben tudta növelni birtokait. Ekkoriban céljai közé tartozott egy önálló dunántúli fejedelemség kialakítása, aminek Palota, a mai Várpalota lett volna a központja. A palotai vár 1445-re készült el.
Eleinte Hunyadival együtt harcolt a török ellen. 1450-ben ligát kötött Hunyadi kormányzóval és Garai László nádorral. Ezután viszont Hunyadi ellen fordult 1453-ban és Cillei Ulrikkal, valamint Garai nádorral lépett szövetségre. Ezt a szövetséget 1455-ben megújították. Ekkoriban már nem vett részt a törökellenes harcokban. 1457-ben tagja volt a Hunyadi Lászlót halálra ítélő bíróságnak. Ugyanebben az évben Giskra Jánossal együtt főkapitánya lett a Szilágyi Mihály ellen indított hadjáratnak. 1457-ben szlavón bán is lett – 1473-ig, 1466–1469-ig Túz Jánossal és Vitovec Jánossal együtt.
V. László halála után egy időre visszavonult az országos politikától. Mátyást királlyá választották 1458 elején, majd a főurak hamar elégedetlenek lettek vele. Ekkor Újlaki újra színre lépett és 1458 júliusában szövetségre lépett Garai nádorral és Szilágyi Mihály kormányzóval. Miután Mátyás elfogatta Szilágyit, Újlaki lett a lázadók vezére és 1459-ben felajánlották a koronát III. Frigyes német-római császárnak. A Mátyás elleni háborúban 3000 lovasa élén vett részt. Mátyás azonban győzött és Újlaki 1459 júliusában meghódolt a királynak. Tisztségeit visszakapta, de befolyása nagyon lecsökkent. 1465-ben Mátyás leváltotta az erdélyi vajdai tisztségről, s kinevezte ozorai bánnak (1471-ig). A Garai család kihaltával, a legjelentősebb familiárisai átkerültek Újlaki szolgálatába, például osztopáni Perneszy Pál mester, a királyság volt alnádora, aki  1464-től szlavóniai vicebán lett mellette.
Kétség nélkül, hogy a hosszú ideig a vezető familiárisa, a tehetős köznemes Dombai Miklós volt, aki somogyi és baranyai alispán volt, és Újlaki boszniai királysága alatt, 1475 és 1476 között a bosznai nádori tisztséget töltötte be. Dombai Beriszló Bertalannal - aki 1475-től viselte a vránai perjeli méltóságot- valamint hlapsityi Kishorvát Jánossal alkották nem csak Újlaki Miklós főfamiliárisi körét, hanem majd a fiáét, Újlaki Lőrincét is két évtizeddel később.
Az 1471-es Vitéz János nevével jelzett összeesküvésben Mátyást segíti, ezért 1471-ben Mátyástól adományul kapta Boszniának a töröktől visszafoglalt északi részét, s vele a bosnyák királyi címet. Jajcán koronázták királlyá. Önálló királyi ambícióit Mátyás azzal törte le, hogy 1473-ban elvette tőle a szlavón báni tisztséget.
Újlaki Miklós 1477 áprilisa és novembere között halt meg. Újlakon temették el. Örököse fia, Újlaki Lőrinc volt, aki azonban a királyi címet nem, csak a Bosznia hercege címet viselhette minden tényleges hatalom nélkül.

## Birtokai
1458-ban, Mátyás királlyá választásakor 16 vár (castrum), 9 kastély (castellum), 20 mezőváros (oppidum) és mintegy 400 falu (villa) volt a tulajdonában.
Birtokai négy nagy tömbben helyezkedtek el.
1. A nyugat-felvidéki uradalom központja a Nyitra vármegyei Galgóc, amit dédapja, Kont Miklós kapott testvéreivel együtt királyi adományként 1349-ben.
2. A Dunántúl közepi uradalom központja Palota.
3. A kelet-szlavóniai uradalom központja Körös vármegyei Raholca, ami a család ősi birtoka volt.
4. A szerémségi uradalom központja a Valkó vármegyei Újlak, amit Kont Miklós 1364-ben szerzett birtokcserével.

Ezen kívül jelentős kisebb birtok volt még a nyugati határszélen Németújvár a hozzá tartozó falvakkal.

## Egyházat támogató tevékenysége
Az Újlaki család életében végig fontos szerepet játszott különösen két szerzetesrend, a ferences rend és a magyar alapítású pálos rend.
Újlakon a 13. századtól működött ferences kolostor, aminek a család akkor lett patrónusa, amikor Kont Miklós, a család őse birtokcserével megszerezte a várat Nagy Lajos idején. Különösen elmélyültek a kapcsolatok Újlaki Miklós idején. Ekkor zajlott a ferencesek reformja, és tört előre a szigorúbb obszervánsok ága a minoritákkal szemben. A magyar főurak főleg az obszervánsokat – magyar nevükön cseri barátokat – támogatták, a másik jelentős patrónus Hunyadi János volt, mindketten két-két kolostort alapítottak.

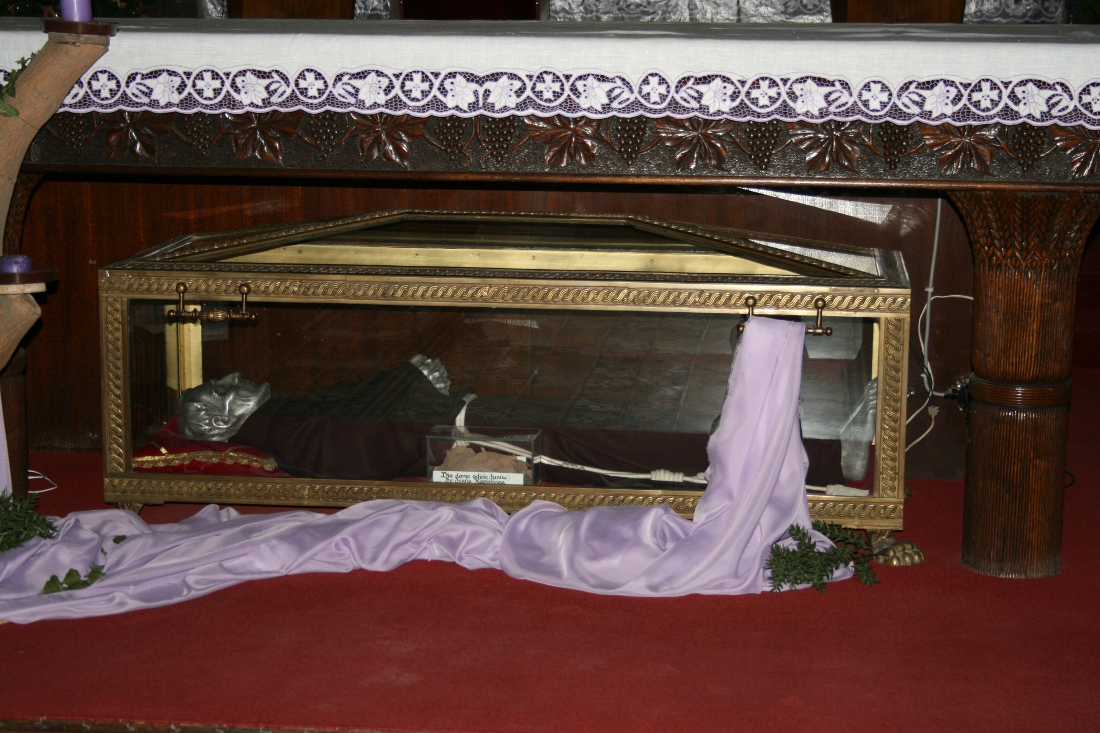
Újlak Kapisztrán kápolna. Kapisztrán Szent János emlékét ma az oltár előtti új sír őrzi

1445 táján vagy nem sokkal korábban alapította a palotai obszerváns kolostort Szűz Mária tiszteletére. 1452 tavaszán már állhatott az épület, mert ekkor kért búcsúengedélyt a rendház számára. 1456-ban itt tartották az obszervánsok generális káptalanjukat. 1522-ben itt öltözött be a rend ruhájába Tomori Pál a későbbi kalocsai érsek. A palotai kolostoralapítás összhangban állhat Újlaki azon 1440-es évekbeli törekvésével, hogy a Dunántúlon önálló fejedelemséget alakítson ki Palota központtal.
1451-ben – Újlak lakóinak egyetértésével találkozva – kérvényt nyújtott be a V. Miklós pápához, hogy az újlaki konventuális minorita rendházat az ott élő barátok botrányos életvitele miatt átadhassa az obszervánsoknak. A pápa az esztergomi érseket bízta meg az ügy kivizsgálásával és a rendház átadásával, ami végül 1455-ben történt meg. A minoritáktól elvett olyan javakat, amelyekre az obszervánsoknak biztosan nem volt szükségük, az Újlakon alapítandó ispotály rendelkezésére bocsátotta. 1456-ban a kolostort választotta temetkezési helyéül Kapisztrán Szent János, ami ezután országos kegyhely lett és gyors fejlődésnek indult. 1468-ban a kegyúr gótikus stílusban kibővíttette a rend templomát. A kolostor már korábban is az Újlaki család temetkezőhelye volt, végül itt temették el magát  Újlaki Miklóst majd fiát, Újlaki Lőrinc (?–1524) herceget is. A kolostor jelentőségét mutatja, hogy az itteni konventben tartották többször (1465, 1475, 1493, 1509) a rend tartományi gyűléseit, sőt a Salvatorianus privincia 10 őrségének (custodia) egyikeként működött.
1465-ben ferences rendi kolostort alapított Galgócon is. Az engedélyt még 1455-ben kérte meg, végül az engedélyt 1465-ben adta meg II. Pál pápa, majd János esztergomi érsek is, hogy felépülhessen a kolostor a hozzá tartozó cinteremmel, közös étkezővel és hálóteremmel, valamint a többi szükséges helyiséggel. Az építkezés 1471-ben még nem fejeződött be teljesen. 1492-ben a rendházat Miklós fia Újlaki Lőrinc herceg átalakíttatta, bővíttette, amit egykor felirat is jelzett.
Raholcai uradalmában további két egyházi intézményt is a ferencesek gondjaira bízott. Vélhetően a pestenyei Szent Lászlónak szentelt templomra – ahol testvérei nyugosznak – vonatkozik az a IV. Szixtusz pápához intézett kérelme, hogy azt az obszervánsoknak adhassa. Az obszervánsoknak kívánta átadni a raholcai vár közelében fekvő Szent Katalin-plébániatemplomot is.
Az obszervánsok iránti elkötelezettségét mutatta az 1475-ben a Szentszékhez benyújtott felterjesztése, amiben kérte az obszerváns rendtartomány kiváltságainak megerősítését, valamint az is, hogy élete alkonyán a rend tagjai közül választotta gyóntatóját. 1471. február 14-én szerdahelyi Dersffy István és osztopáni Perneszy Zsigmond mellett, a két főtanácsosa mellett, végrendeletet tett. Ebben meghagyta utódainak, hogy elkezdett építkezéseit, a galgóci kolostort és az újlaki ispotályt fejezzék be. Leányai – Katalin és Fruzsina – halálát követően Atyinán alapítottak obszerváns kolostort.

## Családja
Első felesége Rozgonyi Margit, Rozgonyi István pozsonyi főispán lánya, akitől két fia és három lánya született, de közülük csak két lány érte meg a felnőttkort:
- Miklós (1452)
- István (1459 – 1464/55)
- Katalin (1448–1499), férje előbb Maróti Lajos, majd Korbávia János.
- Fruzsina (1458–1499), férje Garai Jób, Garai László nádor fia.[9]
- Hieronima (1458–1475), férje Lénárd görzi gróf.
- Orsolya (1458–1476), férje terebesi Perényi István.

Második felesége felsőlindvai Szécsi Dorottya volt, akitől két fia született, egyikük érte meg a felnőttkort:
- Bernát (1460)
- Újlaki Lőrinc (1460–1524) herceg, macsói bán, országbíró